# Collex-Bossy
Collex-Bossy är en kommun i kantonen Genève, Schweiz. Kommunen har 1 685 invånare (2023). Den ligger vid gränsen mot Frankrike och består av orterna Collex och Bossy.